# Nisshin (portaidrovolanti)
La Nisshin è stata una nave appoggio idrovolanti costruita dal 1938 al 1942 nell'arsenale di Kure in Giappone per la marina imperiale giapponese. Venne in seguito modificata per dare appoggio ai sottomarini midget Type A e per trasportare e posare mine navali.

## Progetto
La nave venne progettata essenzialmente in modo simile alle precedenti portaidrovolanti Chitose e Mizuho, ma venne dotata di motori più potenti che ne migliorarono la velocità permettendo di raggiungere una velocità di crociera di 24 nodi con punte di 28 kt, grazie ai 47 000 bhp erogati dai suoi motori che alimentavano due alberi. la nave poteva percorrere fino a 11 000 nmi con un rifornimento completo, e grazie alla migliorata velocità di crociera venne molto usata per viaggi di rifornimento rapidi verso le aree dove si rendeva necessario.
La nave stazzava 11 317 t, era lunga 188 m e larga 20 m, con un pescaggio di 7 m. L'armamento comprendeva 3 torri binate da 140 mm Type 3 e 25 cannoncini antiaerei da 25 mm Type 96.

## Servizio

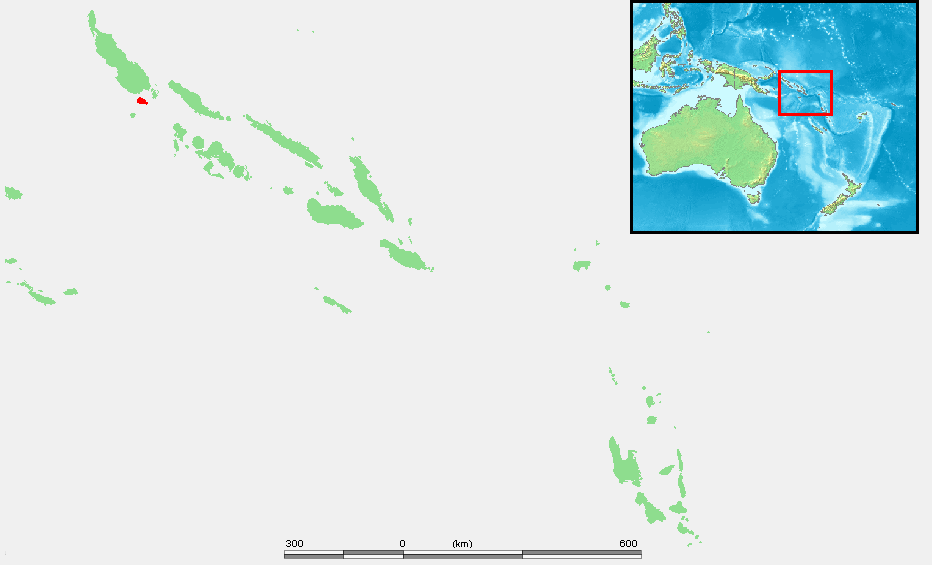
Le isole Shortland, base avanzata da cui operò spesso la Nisshin per rifornire Guadalcanal

La nave operò abitualmente come trasporto veloce. In una di queste missioni venne affondata il 22 luglio 1943 nello stretto di Bougainville da bombardieri in picchiata statunitensi mentre faceva rotta verso le isole Shortland con rifornimenti e rinforzi di oltre 600 uomini della Unità della Guardia N.4 del Mare del Sud, 22 carri armati, 8 pezzi di artiglieria, mortai e carburante per la guarnigione, in previsione degli imminenti combattimenti contro le truppe statunitensi sbarcate in Nuova Georgia.
La Nisshin era partita da Kure con la scorta dei cacciatorpediniere Hagikaze e Arashi il 10 luglio. Il 15 fu inoltre raggiunte dall'incrociatore pesante Mogami, quello leggero Ōyodo e dal cacciatorpediniere Isokaze, diretti a Rabaul per imbarcare altre truppe. Il 21 luglio le navi furono avvistate dal cielo, ma sembra che gli statunitensi avessero già un preavviso del loro arrivo e a quel punto iniziò la caccia. La Nisshin si spinse avanti con la sua alta velocità ma alla fine ricevette un alto numero di colpi diretti ed affondò.
Durante l'affondamento si evidenziò il grande coraggio del suo equipaggio, con i cannonieri che restarono ai loro posti dando fuoco di copertura ai soldati che cercavano di salvarsi, mentre il resto dell'equipaggio antepose la salvezza dei soldati alla propria. Alla fine, si ebbero solo 178 superstiti, in maggioranza soldati. Il capitano di vascello Itō andò a fondo con la nave.